# Merve Aksoy
Merve Aksoy (* 1994 in Frankfurt am Main) ist eine deutsch-türkische Schauspielerin.

## Leben
Aksoy wurde von 2015 bis 2018 an der Starter, Berliner Schauspielschule für Film und Fernsehen, ausgebildet. Sie spricht Deutsch, Türkisch sowie Englisch. Sie singt Mezzosopran, zu ihren Hobbys gehören Kickboxen, Basketball, Fußball und Tischtennis.
Bekannt wurde sie durch ihre Rolle der Shirin im Film Nur eine Frau. Dort spielte sie die Schwester der Hauptfigur.
Aksoy ist Mitglied von ActOut, einer Initiative von Schauspielern, die sich unter anderem als lesbisch, schwul, bi, trans*, queer, inter und non-binär identifizieren. Außerdem ist sie Mitglied der Queer Media Society. Durch diese Mitgliedschaften macht sie sich für queere Sichtbarkeit und Vernetzung stark.
Sie wohnt in Berlin.

## Filmografie
- 2018: Familie Dr. Kleist (Fernsehserie, Staffel 8, Folge 3)
- 2019: Nur eine Frau
- 2019: Aktenzeichen XY … ungelöst (Fernsehmagazin)
- 2020: Kroymann (Staffel 1, Folge 14)
- 2020: 7Liars (Web-Serie)
- 2020: Leaks in Exposure (Kurzfilm)
- 2020: Virus Sister (Kurzfilm)
- 2022: Das weiße Schweigen (Fernsehfilm)
- 2022: WaPo Berlin (Fernsehserie)
- 2023: Ararat
- 2023: Die Eifelpraxis (Fernsehserie)

## Preise/Auszeichnungen
- Nominierung Deutscher Fernsehpreis 2022